# Nogueira do Cravo e Pindelo
Nogueira do Cravo e Pindelo (llamada oficialmente União das Freguesias de Nogueira do Cravo e Pindelo) es una freguesia portuguesa del municipio de Oliveira de Azeméis, distrito de Aveiro.

## Historia
Fue creada el 28 de enero de 2013 en aplicación de una resolución de la Asamblea de la República de Portugal promulgada el 16 de enero de 2013 con la unión de las freguesias de Nogueira do Cravo y Pindelo, pasando su sede a estar situada en la antigua freguesia de Nogueira do Cravo.

## Demografía
| Gráfica de evolución demográfica de Nogueira do Cravo e Pindelo entre 2011 y 2021 |
|                                                                                   |
| Datos según el nomenclátor publicado por el INE portugués.                        |